# Сона (Казахстан)
Сона́ (каз. Сона) — село у складі Актогайського району Карагандинської області Казахстану. Входить до складу Шабанбайбійського сільського округу.
Населення — 29 осіб (2021; 106 у 2009, 74 у 1999, 190 у 1989).
Національний склад станом на 1989 рік:
- казахи — 100 %.